# 1969년 싱가포르 인종 폭동
1969년 싱가포르 인종 폭동(중국어: 1969年新加坡種族暴動, 말레이어: Rusuhan kaum Singapura 1969)은 1969년 5월에 싱가포르에서 발발한 인종 폭동으로 싱가포르가 독립한 후 일어난 단 두 번의 폭동 중 하나이다. 싱가포르가 말레이시아의 일원이었을 당시인 1964년에 일어난 인종 폭동에 이어 발생한 중국계와 말레이계 간의 인종 폭동이며 말레이시아에서 일어난 5·13 사건에서 촉발되었다. 이 폭동은 5월 13일부터 5월 20일까지 7일간 이어졌으며 4명이 사망하고 80여명이 부상을 입는 피해를 냈다.
이후 싱가포르는 2013년에 리틀 인디아 폭동이 일어나기 전까지 44년간 폭동이 일어나지 않았다.

## 같이 보기
- 5·13 사건
- 1964년 싱가포르 인종 폭동